# فواز علبی
فواز علبی (عربی: فواز علبي)؛ دانشمند اهل سوریه است.
وی همچنین برندهٔ جوایزی همچون مدال ادیسون انجمن مهندسان برق و الکترونیک شده است.